# Myotis peninsularis
Myotis peninsularis là một loài động vật có vú trong họ Dơi muỗi, bộ Dơi. Loài này được Miller mô tả năm 1898.